# Abaza TV
Abaza TV là một đài truyền hình hoạt động tại Abkhazia. Abaza TV thuộc sở hữu của doanh nhân và chính khách Beslan Butba. Đài truyền hình tuyên bố có quy định về biên tập độc lập không liên kết với chính phủ hoặc phe đối lập của Abkhazia. Đài phát sóng hai lần một ngày bằng tiếng Nga và có bản tin tổng hợp mỗi tuần một lần.